# Massimo Loviso
Massimo Loviso (Bentivoglio, 9 aprile 1984) è un ex calciatore e allenatore di calcio italiano.

## Carriera

### Club
Nato in provincia di Bologna da genitori lucani di Palazzo San Gervasio e Banzi, Massimo Loviso inizia a giocare a calcio nel SCD Progresso Calcio 1919, dove giovanissimo si fa notare e passa al Bologna, nelle cui file vince il Campionato Allievi Nazionali 2000-2001. Esordisce in Serie A con il Bologna nel 2003-2004 e colleziona 12 presenze. Nel 2004-2005 totalizza 27 presenze e 1 rete. A fine stagione il Bologna retrocede in Serie B, dove Loviso colleziona 18 presenze e 1 rete. Non rientrando nei piani dell'allenatore Renzo Ulivieri, l'anno seguente scende di categoria con la formula del prestito e disputa un buon campionato con la Sambenedettese (31 presenze e 1 rete). Il calciomercato estivo del 2007 lo vede passare al Livorno in Serie A, qui colleziona 19 presenze e 2 reti, a fine anno tuttavia il Livorno retrocede in Serie B. Viene riscattato definitivamente dal Livorno nell'estate 2008 e in Serie B colleziona 38 presenze e 4 reti, contribuendo alla promozione dei labronici.
Il 6 agosto 2009 passa in comproprietà al Torino neoretrocesso in Serie B per 900.000 euro.
Viene utilizzato saltuariamente e, dopo 14 presenze con nessuna rete segnata, il 1º febbraio 2010 viene ceduto in prestito al Lecce assieme al compagno di squadra David Di Michele.. La squadra salentina è lanciata verso la promozione in Serie A e Loviso vi fornisce un contributo quantitativamente modesto: 5 presenze, 0 reti. Alla fine della stagione torna al Torino per fine prestito. Nella stagione 2010-2011, non rientrando nei piani della società, viene messo fuori rosa in attesa del mercato di riparazione. Dopo aver disputato qualche partita nella formazione primavera, il 12 gennaio 2011 viene ingaggiato in prestito dal Crotone. A fine stagione torna alla società granata, che il 20 luglio successivo lo cede nuovamente alla società calabrese a titolo definitivo e con la quale Loviso si lega con un contratto triennale.
Ad agosto 2012 va in prestito all'Ascoli nella trattativa che lo vede protagonista nello scambio con Vito Falconieri che va al Crotone. Realizza il suo primo gol con l'Ascoli sabato 15 settembre nella partita vinta 2-0 contro lo Spezia, segnando il gol del 2-0
Il 5 luglio 2013 il Parma ufficializza il suo acquisto in compartecipazione dal Crotone e il 16 luglio seguente viene girato in prestito alla Cremonese.
Con i grigiorossi colleziona 23 presenze ed una rete dando un buon contributo al raggiungimento dei playoff per la serie B, dove però la formazione lombarda viene eliminata in semifinale.
A fine stagione ritorna al Parma che il 20 agosto 2014 lo gira nuovamente in prestito al Gubbio per un anno, sempre in Lega Pro.
Con gli umbri disputa una delle sue migliori stagioni collezionando 37 presenze, imponendosi subito come leader e diventando il miglior marcatore della squadra con 12 reti, tutte su calci piazzati riscoprendo così le sue doti di cecchino. 
Nonostante le sue ottime prestazioni, il Gubbio, dopo un buon inizio di stagione, retrocede dopo aver disputato i play-out.
A seguito del fallimento del Parma, il 30 giugno 2015 firma un contratto biennale con l'Alessandria. Con i piemontesi l'inizio è positivo: Loviso diventa subito protagonista, soprattutto nella Coppa Italia Tim dove ha già realizzato 3 reti in quattro partite contribuendo al raggiungimento della storica qualificazione agli ottavi di finale ai danni del Palermo, battuto al Renzo Barbera per 3-2 con il primo gol segnato proprio dal centrocampista su rigore.
A fine luglio 2017 passa al Cosenza che disputa il campionato di Serie C, nuova denominazione della vecchia Lega Pro, con cui conquista una promozione in serie B, ma rimanendo svincolato a fine stagione. Ad ottobre 2018 viene ingaggiato dal Modena dove disputa il suo primo campionato di Serie D. L'anno successivo torna tra i professionisti vestendo la maglia del Rende con cui gioca il campionato di Lega Pro. La stagione si conclude con 17 presenze ed un goal, segnato nella doppia sfida play-out contro il Picerno, che non riescono ad evitare la retrocessione in Serie D della squadra calabrese.
Il 1 luglio 2025 abbandona il calcio giocato e assume il ruolo di allenatore in seconda del Castelfidardo militante nel campionato di Serie D.

### Nazionale
Negli anni 2004-2005 ha collezionato 9 presenze nelle nazionali Under-20 e Under-21.

## Statistiche

### Presenze e reti nei club
Statistiche aggiornate al 6 ottobre 2019.
| Stagione        | Squadra         | Campionato      | Campionato | Campionato | Coppe nazionali | Coppe nazionali | Coppe nazionali | Coppe continentali | Coppe continentali | Coppe continentali | Altre coppe | Altre coppe | Altre coppe | Totale | Totale |
| Stagione        | Squadra         | Comp            | Pres       | Reti       | Comp            | Pres            | Reti            | Comp               | Pres               | Reti               | Comp        | Pres        | Reti        | Pres   | Reti   |
| --------------- | --------------- | --------------- | ---------- | ---------- | --------------- | --------------- | --------------- | ------------------ | ------------------ | ------------------ | ----------- | ----------- | ----------- | ------ | ------ |
| 2003-2004       | Bologna         | A               | 12         | 0          | CI              | 4               | 0               | -                  | -                  | -                  | -           | -           | -           | 16     | 0      |
| 2004-2005       | Bologna         | A               | 27         | 1          | CI              | 4               | 0               | -                  | -                  | -                  | -           | -           | -           | 31     | 1      |
| 2005-2006       | Bologna         | B               | 18         | 1          | CI              | 0               | 0               | -                  | -                  | -                  | -           | -           | -           | 18     | 1      |
| ago. 2006       | Bologna         | B               | -          | -          | CI              | 2               | 0               | -                  | -                  | -                  | -           | -           | -           | 2      | 0      |
| Totale Bologna  | Totale Bologna  | Totale Bologna  | 57         | 2          |                 | 10              | 0               |                    | -                  | -                  |             | -           | -           | 67     | 2      |
| ago. 2006-2007  | Sambenedettese  | C1              | 31         | 1          | CI-C            | 2               | 0               | -                  | -                  | -                  | -           | -           | -           | 33     | 1      |
| 2007-2008       | Livorno         | A               | 19         | 2          | CI              | 1               | 0               | -                  | -                  | -                  | -           | -           | -           | 20     | 2      |
| 2008-2009       | Livorno         | B               | 38+4       | 4          | CI              | 2               | 0               | -                  | -                  | -                  | -           | -           | -           | 44     | 4      |
| Totale Livorno  | Totale Livorno  | Totale Livorno  | 57+4       | 6          |                 | 3               | 0               |                    | -                  | -                  |             | -           | -           | 64     | 6      |
| 2009-feb. 2010  | Torino          | B               | 17         | 0          | CI              | 2               | 0               | -                  | -                  | -                  | -           | -           | -           | 19     | 0      |
| feb.-giu. 2010  | Lecce           | B               | 5          | 0          | CI              | -               | -               | -                  | -                  | -                  | -           | -           | -           | 5      | 0      |
| 2010-gen. 2011  | Torino          | B               | -          | -          | CI              | -               | -               | -                  | -                  | -                  | -           | -           | -           | -      | -      |
| Totale Torino   | Totale Torino   | Totale Torino   | 17         | 0          |                 | 2               | 0               |                    | -                  | -                  |             | -           | -           | 19     | 0      |
| gen.-giu. 2011  | Crotone         | B               | 13         | 0          | CI              | -               | -               | -                  | -                  | -                  | -           | -           | -           | 13     | 0      |
| 2011-2012       | Crotone         | B               | 16         | 1          | CI              | 1               | 0               | -                  | -                  | -                  | -           | -           | -           | 17     | 1      |
| Totale Crotone  | Totale Crotone  | Totale Crotone  | 29         | 1          |                 | 1               | 0               |                    | -                  | -                  |             | -           | -           | 30     | 1      |
| 2012-2013       | Ascoli          | B               | 34         | 3          | CI              | -               | -               | -                  | -                  | -                  | -           | -           | -           | 34     | 3      |
| 2013-2014       | Cremonese       | 1D              | 23         | 1          | CI+CI-LP        | 2+4             | 1+0             | -                  | -                  | -                  | -           | -           | -           | 29     | 2      |
| 2014-2015       | Gubbio          | LP              | 37+2       | 12         | CI-LP           | -               | -               | -                  | -                  | -                  | -           | -           | -           | 39     | 12     |
| 2015-2016       | Alessandria     | LP              | 12         | 1          | CIP+CI-LP       | 7+1             | 3+0             | -                  | -                  | -                  | -           | -           | -           | 20     | 4      |
| 2016-2017       | AlbinoLeffe     | LP              | 24+3       | 4          | CI-LP           | 2               | 1               | -                  | -                  | -                  | -           | -           | -           | 29     | 5      |
| 2017-2018       | Cosenza         | C               | 22+3       | 2          | CI+CI-C         | 1+4             | 0+1             | -                  | -                  | -                  | -           | -           | -           | 30     | 3      |
| ott. 2018-2019  | Modena          | D               | 23+2       | 3          | CI-D            | -               | -               | -                  | -                  | -                  | -           | -           | -           | 25     | 3      |
| 2019-2020       | Rende           | C               | 15+2       | 0+1        | CI+CI-C         | 1+1             | 0               | -                  | -                  | -                  | -           | -           | -           | 16     | 1      |
| Totale carriera | Totale carriera | Totale carriera | 386+14     | 37         |                 | 41              | 6               |                    | -                  | -                  |             | -           | -           | 442    | 43     |

## Palmarès

### Club

#### Competizioni regionali
- Coppa Italia Dilettanti Abruzzo:

L’Aquila: 2021-2022

#### Competizioni nazionali
- Campionato italiano di Serie B: 1

Lecce: 2009-2010
- Serie C: 1

Cosenza: 2017-2018